# اوسدورف (هامبورگ)
اوسدورف (به آلمانی: Hamburg-Osdorf) یک منطقهٔ مسکونی در آلمان است که در التونا، هامبورگ واقع شده‌است. اوسدورف ۲۵٬۹۰۱ نفر جمعیت دارد.